# Чемпіонат України з регбіліг 2015
Чемпіонат України 2015 року з регбіліг.
Сьомий чемпіонат України з регбіліг серед чоловіків 2015 року розіграли 6 команд Ліги І, які провели турнір у двох групах по 3 команди у два кола. Пізніше по дві перші команди з кожної групи визначили володарів 1-4 місця.

## Учасники
«Сокіл» (Львів), «Рівне» (Рівне), «Корзо» (Ужгород), «Гірник-Кривбас» (Кривий Ріг), «Легіон XIII – ШВСМ» (Харків), «Атлант» (Дніпропетровськ).

## Ліга І

### Група А
| М | Команда | 1            | 2            | 3            | В | Н | П | Р:О    | О  |
| - | ------- | ------------ | ------------ | ------------ | - | - | - | ------ | -- |
| 1 | «Сокіл» |              | 16:16, 34:29 | 30:4, 28:10  | 3 | 1 | 0 | 108:59 | 11 |
| 2 | «Корзо» | 16:16, 29:34 |              | 60:16, 34:12 | 2 | 1 | 1 | 139:78 | 9  |
| 3 | «Рівне» | 4:30, 10:28  | 16:60, 12:34 |              | 0 | 0 | 4 | 42:152 | 4  |

### Група В
| М | Команда              | 1          | 2           | 3           | В | Н | П | Р:О     | О  |
| - | -------------------- | ---------- | ----------- | ----------- | - | - | - | ------- | -- |
| 1 | «Легіон ХІІІ – ШВСМ» |            | 82:6, 84:0  | 50:4, 44:6  | 4 | 0 | 0 | 260:16  | 12 |
| 2 | «Гірник-Кривбас»     | 6:82, 0:84 |             | 74:10, 32:4 | 2 | 0 | 2 | 112:180 | 8  |
| 3 | «Атлант»             | 4:50, 6:44 | 10:74, 4:32 |             | 0 | 0 | 4 | 24:200  | 4  |

### Півфінали
«Гірник-Кривбас» (Кривий Ріг) — «Сокіл» (Львів) 10:32
«Корзо» (Ужгород) — «Легіон ХІІІ – ШВСМ» (Харків) 0:50

### Фінал
26 жовтня 2015, Львів, стадіон «Юність»
«Сокіл» (Львів) — «Легіон ХІІІ – ШВСМ» (Харків) 0:68